# 三菱・スペーススター
スペーススター（Space Star）は、三菱自動車工業が欧州市場で販売している普通乗用車である。

## 初代（1998年 - 2006年）
1998年3月のジュネーヴモーターショーにコンセプトモデルとして出展され、同年10月のパリモーターショーにて正式発表された。スペーススターは2005年末まで製造が続けられたが、ライフサイクルを通して外観に大きな変化はなく、2002年に小規模なフェイスリフトを受けるのみに留まった。
ボルボとの合弁であったネッドカーで生産され、カリスマおよびボルボ・S40/V40とプラットホームを共有していた。
エンジンは1.3L（4G13型SOHC16バルブ）、1.6L（4G92型SOHC16バルブ）、1.8L（4G93型DOHC16バルブ）の3種類のガソリンエンジンと、ルノー製1.9Lコモンレールディーゼルが用意された。1.8Lは当初はGDIが採用されていたが、2002年に廃止され、コンベンショナルなストイキ仕様（1.8L(4G93型SOHC16バルブ)）に差し替えられた。

## 2代目（2012年 - ）
2012年よりタイで生産されているミラージュについて、欧州ではスペーススターとして販売される。
2024年現在も欧州で販売されている。